# Rue Urvoy-de-Saint-Bedan
La rue Urvoy-de-Saint-Bedan est une voie du centre-ville de Nantes, en France.

## Situation et accès
La rue Urvoy-de-Saint-Bedan, qui relie la rue de la Rosière-d'Artois à la rue Montesquieu, est bitumée et ouverte à la circulation automobile. Sur son tracé, elle rencontre la rue de la Galissonnière sur son côté nord.

## Origine du nom
Cette dénomination lui a été attribuée le 30 janvier 1861, en mémoire de Jacques-Olivier Urvoy de Saint-Bedan, homme politique qui fut conseiller municipal de Nantes et maire de Casson. Il est le fondateur de l'asile Sainte-Anne, plus communément appelé des Petites Sœurs des Pauvres, installé rue Russeil.

## Historique
La rue a été formée d'une partie des rues Hippolyte-Durand-Gasselin, Montesquieu et de la Rosière-d'Artois.